# Marek Hok
Marek Tomasz Hok (ur. 15 czerwca 1953 w Koszalinie) – polski polityk, lekarz ginekolog i samorządowiec, od 2006 do 2011 członek zarządu województwa zachodniopomorskiego dwóch kadencji, poseł na Sejm VII, VIII, IX i X kadencji.

## Życiorys
Ukończył studia na Pomorskiej Akademii Medycznej w Szczecinie, a także studia podyplomowe z zakresu zarządzania jednostkami służby zdrowia. Został też doktorantem na Uniwersytecie Medycznym w Łodzi, uzyskał specjalizację drugiego stopnia z zakresu ginekologii i położnictwa. Od połowy lat 80. związany ze szpitalem w Kołobrzegu, w 2002 powołany na zastępcę dyrektora ds. lecznictwa. Został członkiem różnych organizacji sportowych i pozarządowych (m.in. prezesem zarządu lokalnego PCK i prezesem Zachodniopomorskiego Związku Kolarskiego).
Zaangażował się w działalność Platformy Obywatelskiej. Został m.in. wiceprzewodniczącym struktur regionalnych, a w 2010 przewodniczącym partii w powiecie kołobrzeskim.
W latach 1998–2006 przez dwie kadencje był radnym kołobrzeskiej rady miejskiej. W wyborach samorządowych w 2006 i w 2010 uzyskiwał mandat radnego sejmiku zachodniopomorskiego. W 2006 powołany na członka zarządu kierowanego przez Norberta Obryckiego, pozostał na tym stanowisku do 2011 w zarządach kolejnych marszałków – Władysława Husejki i Olgierda Geblewicza.
W wyborach parlamentarnych w 2011 uzyskał mandat poselski jako kandydat z listy PO, otrzymując 16 364 głosy w okręgu koszalińskim.
W 2015 z powodzeniem ubiegał się o poselską reelekcję (dostał 17 647 głosów). W Sejmie VIII kadencji został członkiem Komisji Zdrowia oraz Komisji Regulaminowej, Spraw Poselskich i Immunitetowych. W wyborach w 2019 i 2023 ponownie był wybierany na posła, kandydując z ramienia Koalicji Obywatelskiej i otrzymując odpowiednio 11 527 głosy oraz 8176 głosów.

## Życie prywatne
Jest żonaty, ma dwóch synów.